# Lust for Life (Iggy-Pop-Album)
Lust for Life ist das zweite Soloalbum von Iggy Pop aus dem Jahr 1977. Wie The Idiot nahm er es zusammen mit David Bowie nach dessen Station to Station-Tour in den Hansa-Tonstudios in Berlin auf. 

## Stil und Hintergründe
Nach dem sehr von Bowie geprägten The Idiot erinnert Lust for Life wieder mehr an Iggy Pop zu seinen Stooges-Zeiten. Es hat einen aggressiveren Sound als sein Vorgängeralbum, welches reflexiver und auch ein wenig vom Jazz angehaucht war. David Bowie übernimmt hier zwar die gleiche Rolle wie bei The Idiot, nämlich die des Keyboarders und des Produzenten. Sein Einfluss ist aber deutlich weniger zu hören als bei The Idiot, auf dem elektronische und experimentelle Klänge Einzug hielten. Lust for Life besinnt sich stärker auf Pops Wurzeln im Rock ’n’ Roll und Garage Rock, zudem sind die Songs zugänglicher.
Das Album enthält zwei der bekanntesten Songs von Pop, The Passenger sowie Lust for Life, und gilt vielen als Pops bestes Werk seiner Solokarriere. Lust for Life wurde später in dem Film Trainspotting eingesetzt, The Passenger ist in zahlreichen Werbespots zu hören. 
Produziert wurde das Album von Iggy Pop, David Bowie und dem Toningenieur Colin Thurston unter dem Pseudonym Bewlay Bros., benannt nach The Bewlay Brothers von Bowies Album Hunky Dory.

## Titelliste
Alle Songtexte stammen aus der Feder von Iggy Pop, bis auf Turn Blue, das von Pop und Walter Lacey verfasst wurde.
Seite A
1. Lust for Life (Musik: David Bowie) – 5:14
2. Sixteen (M: Pop) – 2:26
3. Some Weird Sin (M: Bowie) – 3:42
4. The Passenger (M: Ricky Gardiner) – 4:44
5. Tonight (M: Bowie) – 3:40
Seite B
6. Success (M: Bowie / Gardiner) – 4:26
7. Turn Blue (M: Bowie / Warren Peace) – 6:56
8. Neighborhood Threat (M: Bowie / Gardiner) – 3:25
9. Fall in Love with Me (M: Bowie / Hunt Sales / Tony Sales) – 6:30

## Rezeption
Rolling Stone wählte die Single Lust for Life 2004 auf Platz 149 und 2021 auf Platz 326 der 500 besten Songs aller Zeiten.
In der Aufstellung der 500 besten Alben aller Zeiten des New Musical Express belegt Lust for Life Platz 217.
Pitchfork wählte es auf Platz 64 der 100 besten Alben der 1970er Jahre.
Lust for Life wurde in die 1001 Albums You Must Hear Before You Die aufgenommen.